# Fukutoku-Okanoba
Fukutoku-Okanoba je název aktivního podmořského vulkánu, nacházejícího se asi 5 km severovýchodně od ostrova Minami-Iótó v Pacifiku. Fukutoku-Okanoba je poměrně aktivní vulkán, jen v 20. století bylo zaznamenáno několik desítek erupcí. Během erupcí došlo někdy také ke vzniku malých ostrovů (první v roce 1904 – Šin-Iótó, poslední v roce 1986). Převážně trachyandezitový vulkán Fukutoku-Okanoba je geochemicky podobný vzdálenějšímu ostrovu Iótó.